# Елієль Саарінен
Го́ттліб Е́лієль Са́арінен (фін. Gottlieb Eliel Saarinen; 20 серпня 1873 — 1 липня 1950) — всесвітньо відомий фінський архітектор і дизайнер, основоположник стилю модерн у фінській архітектурі. Батько відомого архітектора Ееро Саарінена.

## Життя
Частину дитинства Елієль провів у селі Шпаньково під Гатчиною Санкт-Петербурзької губернії, де настоятелем лютеранського приходу служив його батько, Юха Саарінен. Навчався у Гатчинській прогіманзії. У 1893—1897 роках навчався в Гельсингфорсі (Гельсінкі) в Університеті (живопису) і в Політехнічному інституті (архітектурі). З 1903 по 1923 роки жив на власній віллі Віттреск (Hvitträsk) під Гельсінкі, спочатку разом зі своїми компаньйонами по архітектурному бюро — Армасом Ліндгреном і Германом Гезелліусом. Двічі був одружений, другий раз одружився у 1904 році на сестрі Гезелліуса — Лої. Має двоє дітей від цього шлюбу — дочку Ева-Ліза і сина Ееро, який згодом став видатним американським архітектором. У 1923 році Саарінен разом з родиною емігрував до США. Довгий час архітектор прожив на території очолюваної ним Академії мистецтв Кранбрук (Cranbrook), Блумфілд-Хіллс (Bloomfield-hills), штат Мічиган.

## Творчість

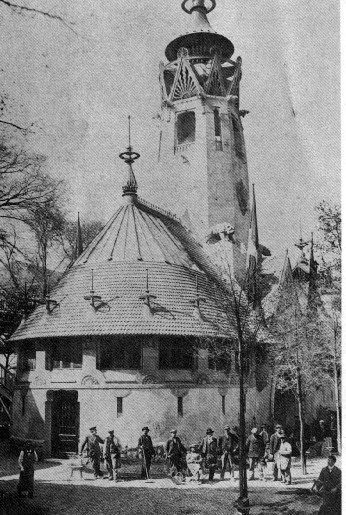
Павільйон Фінляндії

Під час навчання Саарінен познайомився з Армасом Ліндгреном і Германом Гезелліусом, разом з якими у 1898 році організував архітектурне бюро Gesellius-Lindgren-Saarinen. Незабаром фінське тріо здобуло міжнародний успіх після демонстрації павільйону Фінляндії на Всесвітній виставці в Парижі 1900 року. Серед інших будівель в еклектичному стилі, представлених на виставці, твір фінів виявився яскравим маніфестом нової архітектури. Поєднання ідей німецького югендстилю, неороманської архітектури Генрі Річардсона, прийомів народного зодчества і фольклорних мотивів породило новий стильовий напрям «національний романтизм», який на кілька років став магістральним у Фінляндії і поширився в сусідні регіони Російської Імперії («національний романтизм» у Латвії і " північний модерн " в Санкт-Петербурзі). На хвилі успіху зодчі будують низку багатоквартирних будинків у фінській столиці і розкішні вілли під Гельсингфорсом і Виборгом. Поєднання архітектури, скульптурного орнаменту і дизайну інтер'єрів зробило ці споруди комплексними витворами мистецтва. У власній віллі Віттреск (Hvitträsk) компаньйони жили і працювали разом до припинення співпраці у 1905 році, коли зі складу бюро вийшов Армас Ліндгрен.

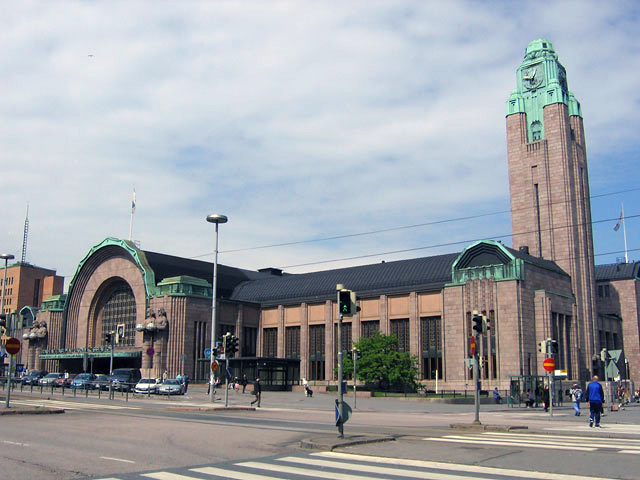
Будівля центрального вокзалу в Гельсінкі.

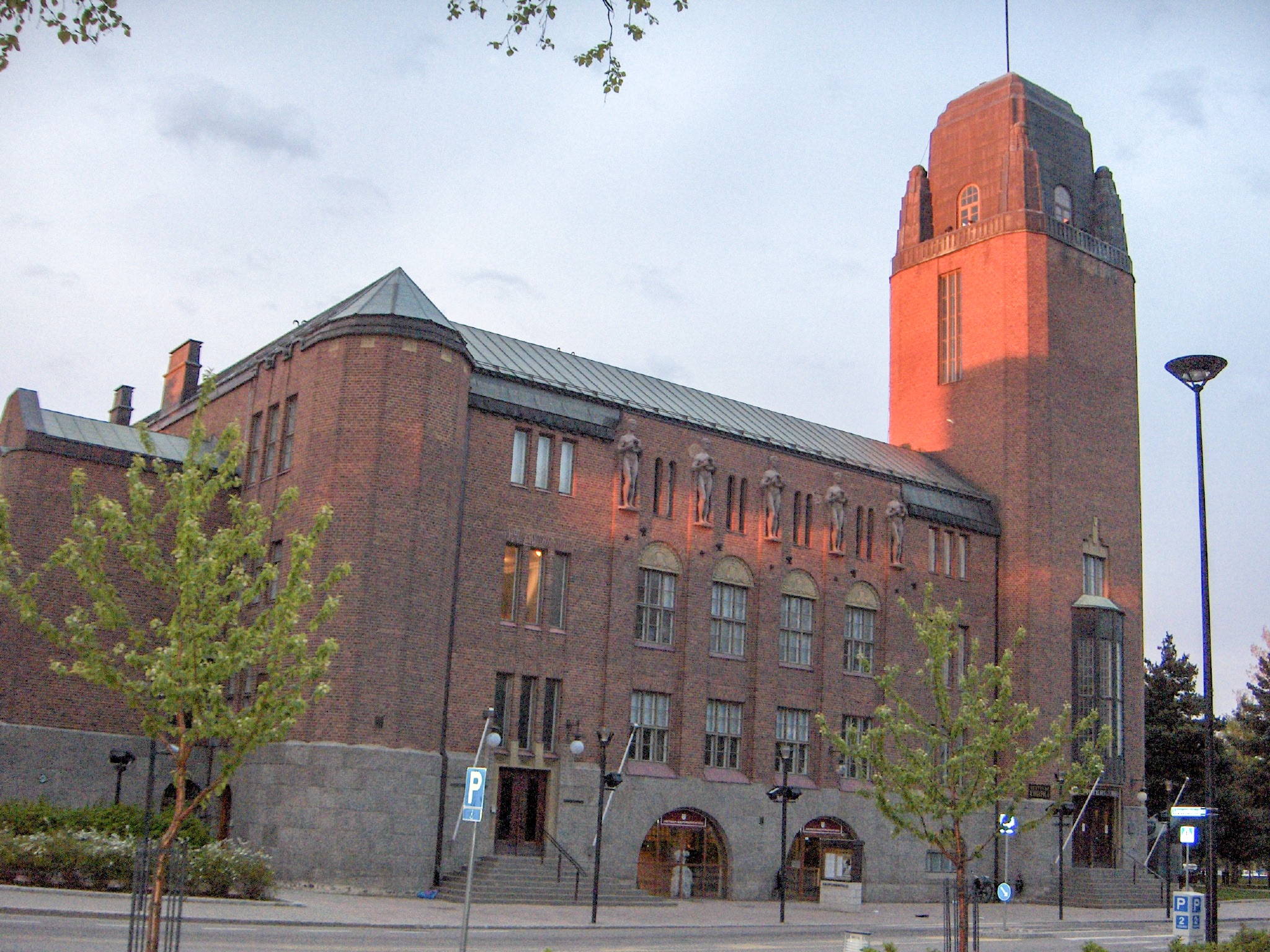
Ратуша в Йоенсуу.

Наступним етапним твором Саарінена стала будівля вокзалу в Гельсингфорсі. Початковий конкурсний проєкт в стилі національного романтизму був перероблений до 1910 року в новаторську композицію, що ефектно поєднує романтичну значність з гостро-сучасним виглядом. Будівництво вокзалу викликало світовий інтерес і стало програмним зразком стилю арт-деко. Вокзал у Виборзі, проєкти ратуш для міст Фінляндії і церква св. Павла в Тарту стали продовженням цієї лінії у творчості архітектора. У цей же період Саарінен пробує себе в галузі містобудування, виконуючи проєкти планування Будапешта, Канберри, Талліна і районів Гельсінкі. Нездійснені свого часу містобудівні проєкти Саарінена (особливо проєкт «Великий Гельсінгфорс», 1915-18, заснований на принципі розосередження міської структури) мали значний вплив на теорію і практику містобудування у Фінляндії і скандинавських країнах після Другої світової війни.
У 1922 році Саарінен разом з такими відомими європейськими архітекторами як Адольф Лоос і Вальтер Гропіус, направив проєкт до США на конкурс для головного офісу газети Chicago Tribune у Чикаго. Першу премію отримав неоготичний хмарочос американця Раймонда Худа, проєкт Саарінена посів друге місце. Однак хвалебна критика, в тому числі від Луїса Саллівана, привернула увагу американських архітекторів до цієї роботи. Зрештою вигляд висотного будинку в проєкті Саарінена відчутно вплинув на добре відомий сьогодні вид американських хмарочосів 20-х років у стилі арт-деко. На хвилі інтересу до своєї персони у 1923 році Саарінен разом з родиною емігрував до США, де спочатку обіймав посаду професора в Університеті штату Мічиган. У 1924 році видавець і філантроп Джоржд Бут (George Booth) запросив Саарінена заснувати і очолити художню академію Кранбрук (Cranbrook). Наступні роки енергія Саарінена як президента академії і голови архітектурного відділення була спрямована на організаційну та викладацьку діяльність, а також будівництво на її території. У ці роки Саарінен продовжує працювати і як дизайнер, створюючи інтер'єри своїх будівель, зокрема для власного будинку на території Академії.
Наприкінці 30-х і 40-х років Еліель Саарінен повертається до комерційного конкурсного та практичного проєктування, тепер уже в союзі зі своїм сином Ееро і дружиною Лоєю як дизайнером. Вони створюють ряд громадських будівель в інтернаціональному стилі у різних містах США. Останньою роботою, в якій взяв участь Еліель Саарінен, стало проєктування масштабного виставкового центру General Motors в Детройті, по суті вже самостійного твору Ееро Саарінена. Музеями, присвяченими Еліелю Саарінене, сьогодні є вілла Віттреск (Hvitträsk) в Кірконуммі (Фінляндія) і будинок-музей в Кранбрук (Cranbrook).